# Hermann Barkhaus

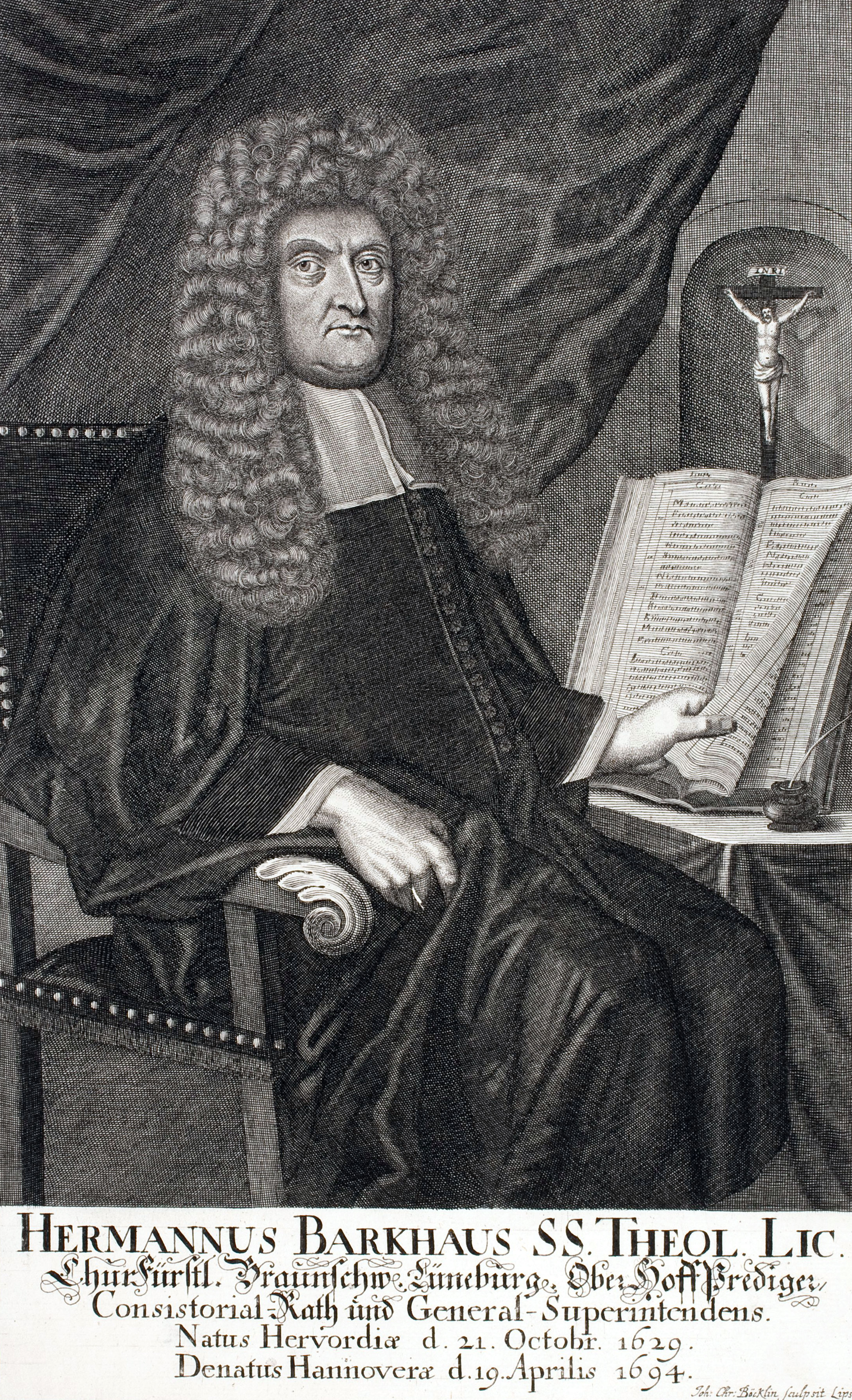
Hermann Barkhaus

Hermann Barkhaus (auch Hermann Barckhaus; * 21. Oktober 1629 in Herford; † 19. April 1694 in Hannover) war ein deutscher evangelischer Theologe.

## Leben
Hermann Barkhaus wurde als Sohn des Ratsherrn, Baumeisters und Schöffen in Herford Franz(iskus) Barkhaus († 19. Juni 1637 in Herford) und seiner Frau Margaretha Cothmann († 11. Juli 1637 in Herford) geboren. Nach dem frühen Tod seiner Eltern wurde er von der Schwester seiner Mutter aufgezogen. Nach dem Besuch der Schule in Herford bezog er zu Himmelfahrt 1649 die Universität Helmstedt, um sich philosophischen und philologischen Studien zu widmen. Hier wurden Georg Calixt, Conrad Hornejus, Balthasar Cellarius, Hermann Conring, Johannes a Felde und Christoph Schrader seine Lehrer. Zu Michaelis 1650 setzte er seine Studien an der Universität Jena bei Daniel Stahl, Paul Slevogt, Erhard Weigel, Johann Frischmuth und Johannes Musaeus fort. Aus finanziellen Gründen arbeitete er ab 1652 als Hauslehrer in Mansfeld, konnte dann am 2. Oktober 1654 seine Studien in Jena fortsetzen und erwarb sich dort am 11. September 1655 den akademischen Grad eines Magisters der Philosophie.
Nach einer Bildungsreise durch Frankfurt am Main, Heidelberg, Speyer, Worms und Straßburg arbeitete er ab 1656 in Lemgo als Rektor der dortigen Schule. Ab 1660 war er an der Universität Rinteln zuerst als Professor der Moral, Poetik und griechischen Sprache. Im März 1662 erwarb er sich das Lizentiat der Theologie, wurde am 2. Mai 1664 außerordentlicher Professor der Theologie und am 18. April 1665 ordentlicher Professor der Theologie. Im Juni 1666 ging er als Hofprediger, Konsistorialrat sowie Superintendent der evangelischen Kirchen an das Stift Osnabrück. 1680 kam sowohl in Hannover die Tätigkeit als Hofprediger als auch die als Konsistorialrat und Generalsuperintendent der Generaldiözese Calenberg und Göttingen hinzu. Am 19. April 1694 verstarb Barkhaus in Hannover, seine Ämter hatte er bis zu seinem Tode beibehalten.
Am 9. September 1663 hatte er in Hannover Magdalena Gesenius (* 22. Januar 1644 in Hannover; † 20. Mai 1677 in Osnabrück), die jüngste Tochter des fürstlich braunschweigisch-lüneburgischen Oberhofpredigers Dr. Justus Gesenius und dessen Frau Margaretha Susanna Kaufmann, geheiratet. Aus der Ehe stammen fünf Töchter und ein Sohn, von denen vier Töchter und ein Sohn den Vater überlebten. Von den Kindern kennt man:
Margaretha Magdalena Barckhaus (* 25. Juli 1666 in Osnabrück; † 8. Juni 1699 in Hannover) verh. 22. Juni 1688 mit dem kurfürstlich braunschweig-lüneburgischen Stiftssenior und Superintendenten in Wunstorf Dr. Polykarp Leyser, und den Sohn Franz Justus Barchaus (Barkhaus).

## Werke (Auswahl)
- Diss. de aequitate. Lemgo 1666 (Resp. Johann Bernhard Coch (Detmold))
- Diss. de potestate ecclesiastica. Rinteln 1662
- Diss. moralis de religione. Rinteln 1663
- Kleiner Osnabrückischer Cathechismus. Osnabrück 1666
- Ehrengedächtniß Johann Friedrich Herz. zu Br. und Lüneb. als derselbe den 21. Apr. 1680 in das Fürstl. Begräbniß der Schloßkirche zu Hannover beygesetzt worden. Rinteln 1685